# アモロルフィン
アモロルフィン（INN：amorolfine）は、抗真菌薬の1つである。

## 構造

アモロルフィンの構造。

アモロルフィンは分子式C21H35NOで表される有機化合物であり、したがって、その分子量は317.5 (g/mol)である。
モルホリンの誘導体と説明されることがある。
分子内には3つのキラル中心が存在するものの、モルホリン環に付いているメチル基は、いずれも環の同じ側に出ている。すなわち、モルホリン環の部分は、cis体である。残りのキラル中心は、光学分割されていない。アモロルフィンは、この残りのキラル中心の部分におけるラセミ体のままで用いられている。

## 薬理
アモロルフィンは、真菌の細胞を安定化させるために必須のエルゴステロールの生合成経路の途中を妨害する。
具体的には、Δ14-ステロールレダクターゼとΔ7-コレステノールΔ7-Δ8-イソメラーゼを阻害する。
この結果、真菌の細胞ではエルゴステロールが枯渇してゆき、その細胞膜や細胞質には、アモロルフィンが阻害した酵素の基質が蓄積してゆく。これにより、真菌に打撃を与える。

## 剤形
アモロルフィンは外用剤として用いられる。外用剤の組成の例としては、5パーセントのアモロルフィン塩酸塩を有効成分として含有した医薬品が存在する。

## 治療成績
アモロルフィンの外用剤を、足の爪白癬の患者に1週間または2週間使用した2つの調査によると、その有効率は60パーセントから71パーセントの間であった。しかし、足の爪白癬の治療をアモロルフィン外用剤で半年行い、その後、アモロルフィン外用剤の使用を中止して3ヵ月後に、爪白癬が治っていた割合は38パーセントから46パーセント程度に留まった。ただし、1992年以前の調査については詳細を利用できていない状態で行われた調査である。
なお、そもそも爪白癬に対しては、外用剤よりも高い効果が望める可能性の有る、抗真菌薬の経口投与による治療についても考慮すべきである。
一方で、経口投与した抗真菌薬が無効な爪白癬に対して、抗真菌薬の外用が有効な場合も有る。

## 規制
アモロルフィンの外用剤は、日本では一般用医薬品としても認可されており、2020年現在、一般用医薬品の中で指定第2類として一定の規制を受けている。
なお、オーストラリアやブラジルやロシアやドイツやイギリスでも、一般用医薬品として認可されている。それ以外の地域の中には、処方箋医薬品として規制されている場合が有る。ただし、アメリカ合衆国とカナダでは、アモロルフィンの外用剤を爪白癬の治療に使用する事は承認されていない。